# حسين المعيني
حسين أحمد المعيني، لاعب كرة قدم سعودي، يلعب في الهجوم في نادي جدة.

## مسيرة اللاعب
بدأ في الفئات السنية في النادي الأهلي و شارك في جميع فئات السنية و لكن لم يلعب للفريق الأول و وقع مع نادي الوحدة في صيف 2021 و لكن لم يلعب معهم بسبب منع الوحدة من تسجيل اللاعبين و وقع مخالصة مالية مع الوحدة في أبريل 2022 و وقع بعدها مع نادي التعاون و أعير إلى نادي العروبة ونادي جدة.